# Выборы в Северной Македонии
В Северной Македонии проводятся регулярно парламентские и президентские выборы. Президент страны избирается всенародным голосованием на пять лет. Собрание Северной Македонии (национальный парламент) избирается на четыре года: туда избираются 120 депутатов по пропорциональной системе. В стране действует многопартийный принцип: в выборах участвуют множество партий, возможность создания правительства усилиями одной партии невозможна, поэтому партии объединяются в коалиции.

## Последние выборы

### Парламентские
11 декабря 2016 года состоялись последние на текущий момент парламентские выборы: они были проведены досрочно в связи с политическим кризисом. Победу одержала партия Внутренняя македонская революционная организация — Демократическая партия за македонское национальное единство, набравшая 55,28% голосов и получившая 51 место в парламенте. Второе место досталось партии Социал-демократический союз Македонии с 37,87% голосов и 49 местами. В Собрание прошла третья партия — Демократический союз за интеграцию с 7,52% голосов и 10 местами. Эти окончательные результаты были утверждены после пересчёта голосов 25 декабря 2016 года в ряде регионов Северной Македонии.

### Президентские
13 апреля 2014 года прошли президентские выборы в рамках всеобщих выборов в Северной Македонии. Победу одержал Георге Иванов: хотя он набрал в первом туре 52% голосов, он не получил поддержку 50% от всех зарегистрированных избирателей, поэтому понадобился второй тур, состоявшийся 27 апреля (результат — 55,28% голосов против 41,14% Стево Пендаровского).